# Uročnjak
Uročnjak (lat. Arabidopsis nom. cons.) je biljni rod iz porodice krstašica. Postoji 12 priznatih vrsta plus jedan nepotvrđeni i jedan hibrid, a najpoznatija koja raste u Hrvatskoj je talijin uročnjak, A. thaliana. Ovom rodu osim nje pripada još i nekoliko vrsta nekad uključivanih u rod Cardaminopsis.
Rod je rasprostranjen u Euroaziji te se može naći u Africi i Sjevernoj Americi.. Nekada se uključivao u tribus Camelineae, danas u vlastiti tribus Arabidopsideae Al-Shehbaz, Hendriks, M.Koch, F.Lens, Lysak, C.D.Bailey, Mumm. & D.A.German, trib. nov.

## Vrste
1. Arabidopsis amurensis (N.Busch) D.A.German
2. Arabidopsis arenicola (Richardson ex Hook.) Al-Shehbaz, Elven, D.F.Murray & Warwick
3. Arabidopsis arenosa (L.) Lawalrée, pješčarska gušarka
4. Arabidopsis cebennensis (DC.) O'Kane & Al-Shehbaz
5. Arabidopsis croatica (Schott) O'Kane & Al-Shehbaz, hrvatska gušarka
6. Arabidopsis drassiana Naqshi & Javeid; status nepotvrđen
7. Arabidopsis halleri (L.) O'Kane & Al-Shehbaz,  Halerova gušarka
8. Arabidopsis lyrata (L.) O'Kane & Al-Shehbaz
9. Arabidopsis neglecta (Schult.) O'Kane & Al-Shehbaz
10. Arabidopsis pedemontana (Boiss.) O'Kane & Al-Shehbaz
11. Arabidopsis petrogena (A.Kern.) V.I.Dorof.
12. Arabidopsis septentrionalis (N.Busch) D.A.German
13. Arabidopsis thaliana (L.) Heynh., Thalijev uročnjak
14. Arabidopsis ×suecica (Fr.) Norrl.